# Lom (Norwegia)

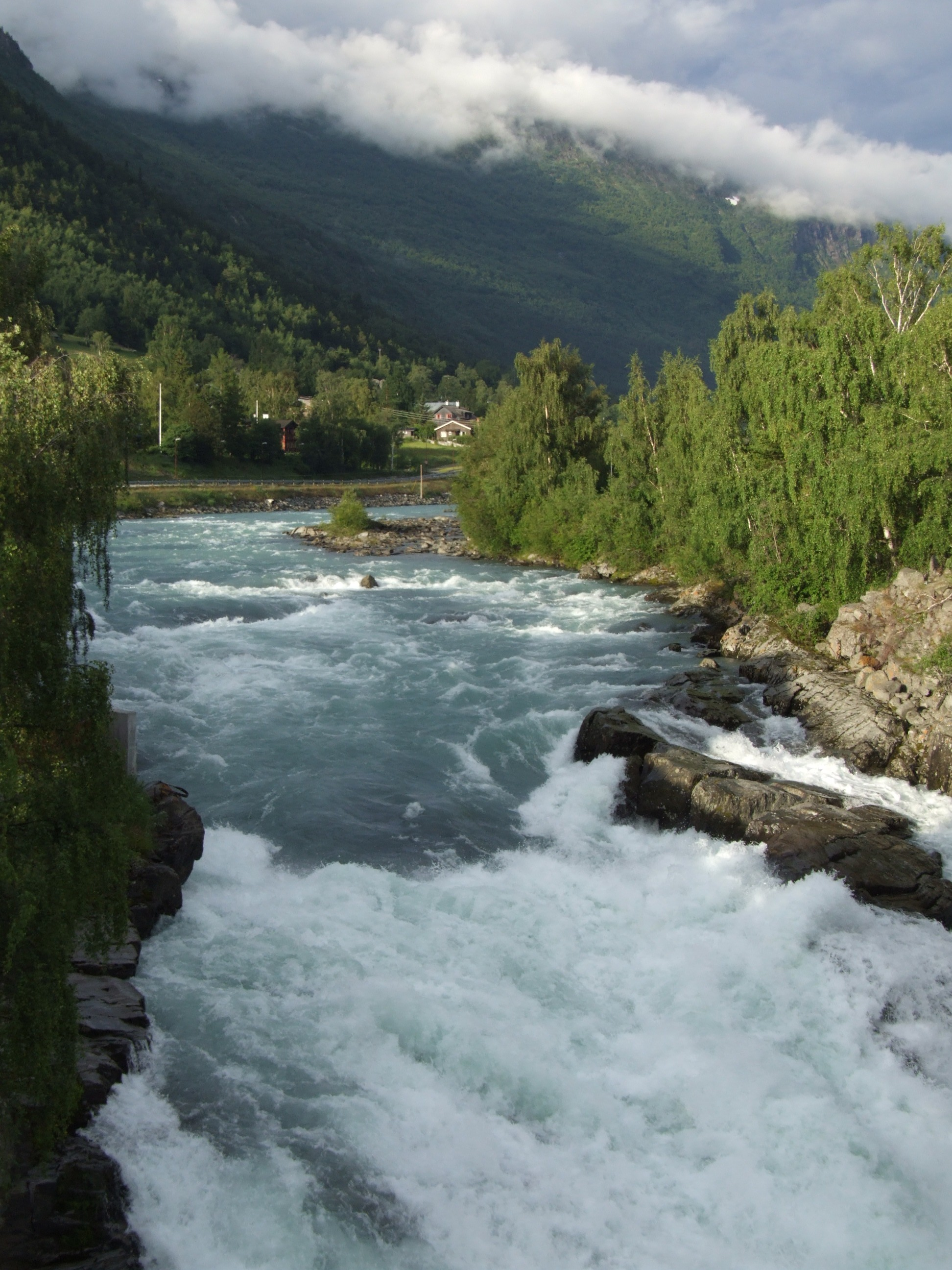
Rzeka Bøvra w Lom

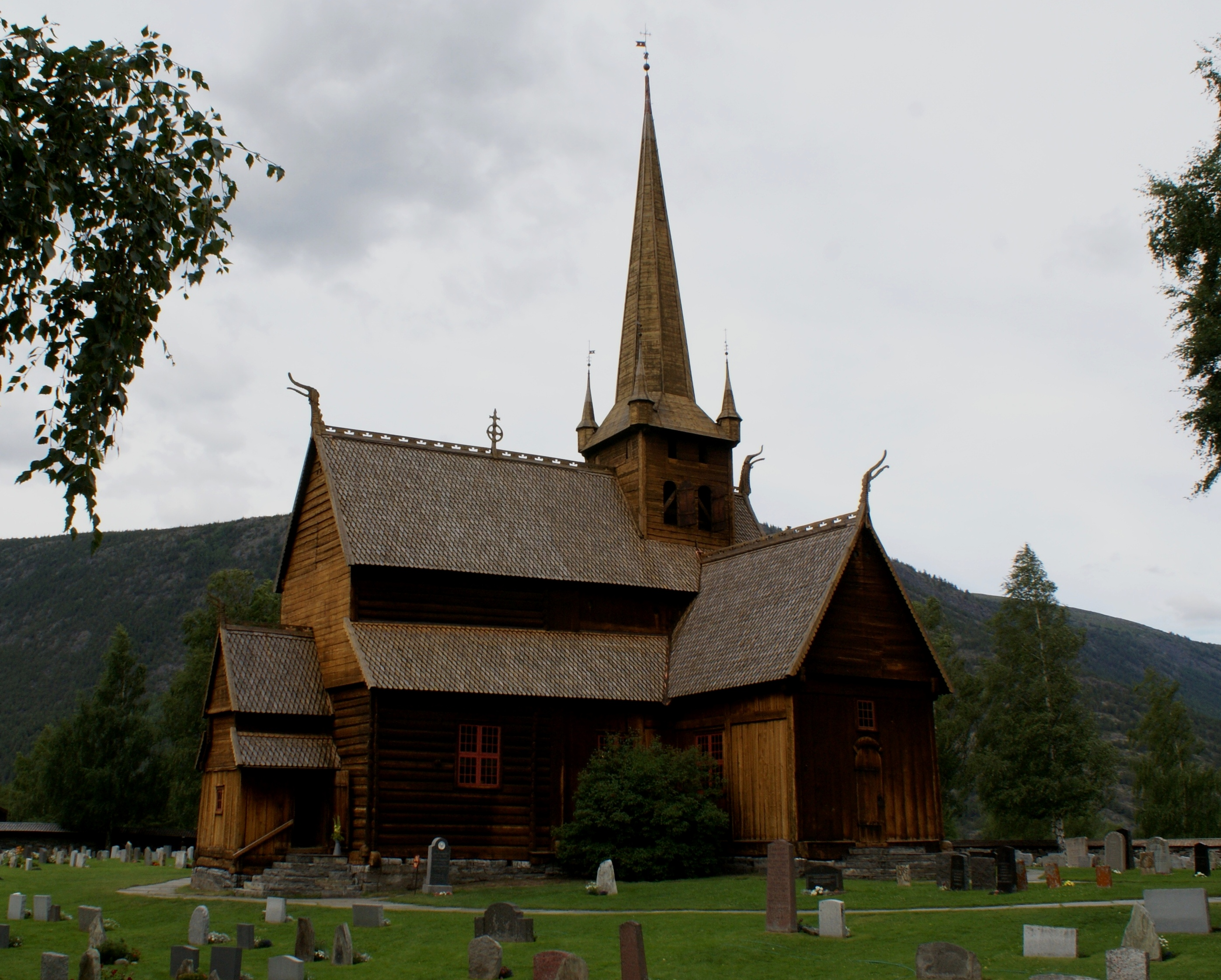
Kościół Lom Stavkirke

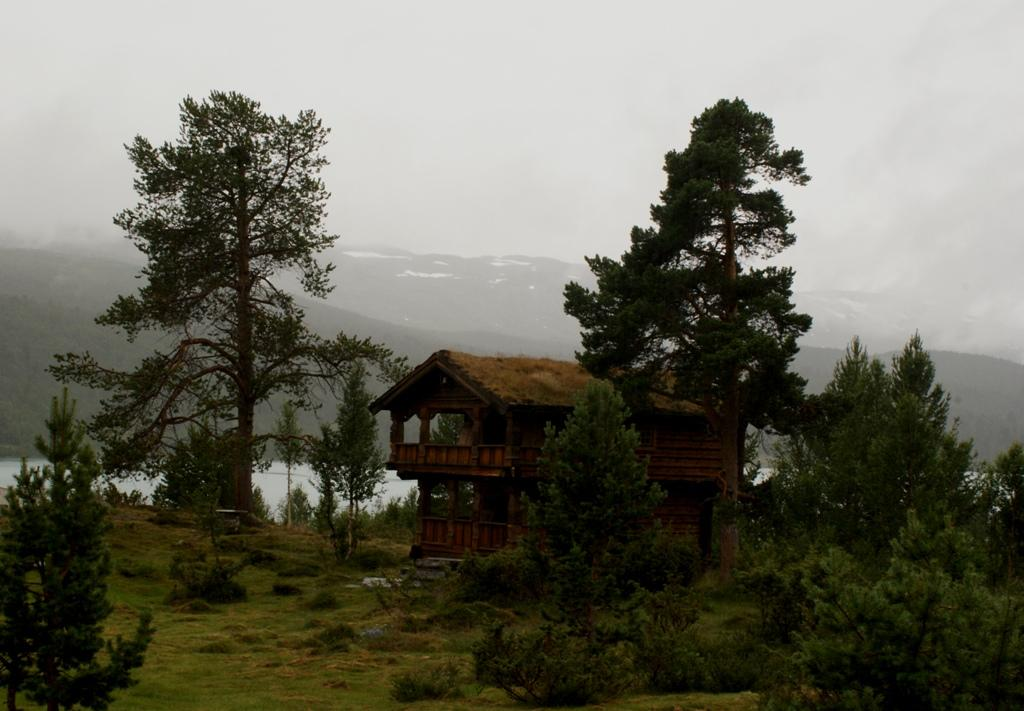
Typowa norweska chatka (hytte) rejonu Lom

Lom – norweskie miasto i gmina leżąca w regionie Innlandet, nad rzeką Bøvra.
Lom jest 32. norweską gminą pod względem powierzchni.

## Demografia
Według danych z roku 2005 gminę zamieszkuje 2467 osób. Gęstość zaludnienia wynosi 1,27 os./km². Pod względem zaludnienia Lom zajmuje 305. miejsce wśród norweskich gmin.
| ludność stan na 1 stycznia 2005 |         |           |       |
|                                 | kobiety | mężczyźni | razem |
| osób                            | 1286    | 1181      | 2467  |
| %                               | 52,13%  | 47,87%    | 100%  |

| wykształcenie stan na 1 października 2004 |        |         |        |        |
|                                           | podst. | średnie | wyższe | niezn. |
| osób                                      | 424    | 1286    | 271    | 32     |
| %                                         | 21,06% | 63,88%  | 13,46% | 1,59%  |

## Edukacja
Według danych z 1 października 2004:
- liczba szkół podstawowych (norw. grunnskolar): 4
- liczba uczniów szkół podst.: 310

## Władze gminy
Według danych na rok 2005 administratorem gminy (norw. rådmann) jest Ola Helstad, natomiast burmistrzem (norw. ordfører, d. borgermester) jest Mai Bakken.

## Zabytki
Najważniejszym zabytkiem miasta jest kościół słupowy Lom stavkirke z XII wieku.